# برج سلسله
بُرج سِلسِله، به مجموعه استحکامات دفاعی در ساحل نیل در ۲۰ مایلی شهر دمیاط در کشور مصر اطلاق می‌شود. برج سلسله به‌مانند درهای استوار در میانهٔ رود نیل برای حمایت از شهر دمیاط و جلوگیری از هرگونه تجاوز به آن عمل می‌کرد و جلوی پیشرفت دشمنان و قایق‌های آنها را می‌گرفت. این برج در جریان جنگ صلیبی پنجم و محاصره شهر دمیاط نقش مهمی را ایفا کرد.